# Liste der Gesundheitsminister von Gambia
Die Liste der Gesundheitsminister von Gambia listet die Gesundheitsminister des westafrikanischen Staates Gambia von 1962 bis heute auf.
Die offizielle Bezeichnung des Amtes lautete bis Mitte 2009 englisch Secretary of State for Health, SOS, danach englisch Minister of Health. Gewöhnlich wurde das Ressort Gesundheit mit dem Ressort Soziales kombiniert. Auch das Resort Frauenfragen wurde zeitweilig mit diesem Amt kombiniert.
| Regierungschef                                                                 | Amtszeit                                                                       | Amtsinhaber                                                                    | Partei- zugehörigkeit                                                          | Anmerkung                                                                      |
| Britisch-Gambia (Britische Kolonie mit Vorbereitung auf eine Selbstverwaltung) | Britisch-Gambia (Britische Kolonie mit Vorbereitung auf eine Selbstverwaltung) | Britisch-Gambia (Britische Kolonie mit Vorbereitung auf eine Selbstverwaltung) | Britisch-Gambia (Britische Kolonie mit Vorbereitung auf eine Selbstverwaltung) | Britisch-Gambia (Britische Kolonie mit Vorbereitung auf eine Selbstverwaltung) |
| ------------------------------------------------------------------------------ | ------------------------------------------------------------------------------ | ------------------------------------------------------------------------------ | ------------------------------------------------------------------------------ | ------------------------------------------------------------------------------ |
| Premierminister Dawda Jawara (PPP)                                             | 1962 bis 1964                                                                  | Jerreh Daffeh (1930–1998)                                                      | PPP                                                                            |                                                                                |
| Premierminister Dawda Jawara (PPP)                                             | 1964 bis 1965                                                                  | Ebrima D. N’Jie (1910–1970)                                                    | UP                                                                             |                                                                                |
| Republik Gambia (Erste Republik)                                               |                                                                                |                                                                                |                                                                                |                                                                                |
| Premierminister Dawda Jawara (PPP)                                             | 1965 bis 1968                                                                  | Kebba C. A. Kah (* 1934)                                                       | UP/PPP                                                                         |                                                                                |
| Premierminister Dawda Jawara (PPP)                                             | 1968 bis 1970                                                                  | I. M. Garba-Jahumpa (* 1958)                                                   | GCP                                                                            |                                                                                |
| Staatspräsident Dawda Jawara (PPP)                                             | 1970 bis 1972                                                                  | I. M. Garba-Jahumpa (* 1958)                                                   | GCP                                                                            | Umwandlung zum präsidentiellen Regierungssystem                                |
| Staatspräsident Dawda Jawara (PPP)                                             | 1972 bis 1977                                                                  | Kalilou Singhateh (1934–2025)                                                  | PPP                                                                            |                                                                                |
| Staatspräsident Dawda Jawara (PPP)                                             | 1977 bis 1987                                                                  | Momodou C. Jallow (1919–2000)                                                  | PPP                                                                            |                                                                                |
| Staatspräsident Dawda Jawara (PPP)                                             | 1987 bis 1998                                                                  | Louise N’Jie (1922–2014)                                                       |                                                                                | [ 2 ]                                                                          |
| Staatspräsident Dawda Jawara (PPP)                                             | 1988 bis 1992                                                                  | Ralphina D’Almeida († 2017)                                                    |                                                                                |                                                                                |
| Staatspräsident Dawda Jawara (PPP)                                             | 1992 bis 1994                                                                  | Landing Jallow Sonko (1944–2015)                                               | PPP                                                                            | Abgesetzt durch einen Putsch                                                   |
| Republik Gambia (Zweite Republik)                                              |                                                                                |                                                                                |                                                                                |                                                                                |
| Militärregierung (AFPRC) Yahya Jammeh                                          | 1994 bis 1995                                                                  | Fatoumata Tambajang (* 1949)                                                   |                                                                                |                                                                                |
| Militärregierung (AFPRC) Yahya Jammeh                                          | 1995 bis 1996                                                                  | Nyimasata Sanneh-Bojang (1941–2015)                                            |                                                                                |                                                                                |
| Staatspräsident Yahya Jammeh (APRC)                                            | 1996 bis 1999                                                                  | Isatou Njie Saidy (* 1952)                                                     |                                                                                |                                                                                |
| Staatspräsident Yahya Jammeh (APRC)                                            | 1999 bis 2001                                                                  | Abdoulie Sallah (* 1944)                                                       |                                                                                |                                                                                |
| Staatspräsident Yahya Jammeh (APRC)                                            | 2001 bis 2005                                                                  | Yankuba Gassama (* 1958)                                                       |                                                                                |                                                                                |
| Staatspräsident Yahya Jammeh (APRC)                                            | 2005 bis 2007                                                                  | Tamsir Mbowe (* 1964)                                                          |                                                                                |                                                                                |
| Staatspräsident Yahya Jammeh (APRC)                                            | 2007 bis 2008                                                                  | Malick Njie                                                                    |                                                                                |                                                                                |
| Staatspräsident Yahya Jammeh (APRC)                                            | 2008 bis 2009                                                                  | Mariatou Jallow (* 1954)                                                       |                                                                                |                                                                                |
| Staatspräsident Yahya Jammeh (APRC)                                            | 2009 bis 2010                                                                  | Abubacarr Gaye (1951–2010)                                                     |                                                                                |                                                                                |
| Staatspräsident Yahya Jammeh (APRC)                                            | 2010 bis 2011                                                                  | Fatim M. Badjie (* 1983)                                                       |                                                                                |                                                                                |
| Staatspräsident Yahya Jammeh (APRC)                                            | 2011 bis 2013                                                                  | Bala Garba-Jahumpa (* 1958)                                                    |                                                                                |                                                                                |
| Staatspräsident Yahya Jammeh (APRC)                                            | 2013 bis 2017                                                                  | Omar Sey († 2022)                                                              |                                                                                |                                                                                |
| Republik Gambia (Dritte Republik)                                              |                                                                                |                                                                                |                                                                                |                                                                                |
| Staatspräsident Adama Barrow (UDP, NPP)                                        | 2017 bis 2018                                                                  | Saffie Lowe Ceesay                                                             |                                                                                |                                                                                |
|                                                                                | 2018 bis 2019                                                                  | Isatou Touray (* 1955)                                                         |                                                                                |                                                                                |
|                                                                                | seit 2019                                                                      | Ahmadou Lamin Samateh (* 1972)                                                 |                                                                                |                                                                                |